# Злорд и семейство Ъндърууд
„Злорд и семейство Ъндърууд“ (на английски: Overlord and the Underwoods) е канадски семеен ситком, създаден от Антъни Фарел и Райън Уайсброк, и е ко-продукция между MarbleMedia и Cloudco Entertainment. Премиерата на сериала е във Великобритания на 4 октомври 2021 г. по Nickelodeon, докато се излъчва премиерно в Канада на 29 октомври 2021 г. по CBC Gem.

## Актьорски състав
- Дарил Хайндс – Джим Ъндърууд
- Патрис Гудмън – Флауър Ъндърууд
- Ари Ресник – Уийвър Ундърууд
- Камая Феърбърн – Уилоу Ундърууд
- Трой Фелдман – Злорд
- Жан Ардън – гласът на R0-FL, роботът помощник на Злорд
- Джейн Истууд – съседката на семейство Ъндърууд

## В България
В България сериалът се излъчва по локалната версия на Nickelodeon на 6 март 2022 г. в неделя от 19:05. Дублажът е нахсинхронен в студио „Про Филмс“ и в него участват Елена Траянова (която озвучава Уилоу), Юлия Лилова и други.